# Брухвалд
Брухвалд (пол. Bruchwałd, нім. Bruchwalde) — село в Польщі, у гміні Пурда Ольштинського повіту Вармінсько-Мазурського воєводства.